# Buffeting
Buffeting (ang. buffeting ‘trzepotanie’) – zjawisko aeroelastyczne związane z przekroczeniem prędkości dopuszczalnej, w wyniku którego dochodzi do wymuszonych drgań części statku powietrznego, zwykle sterów.

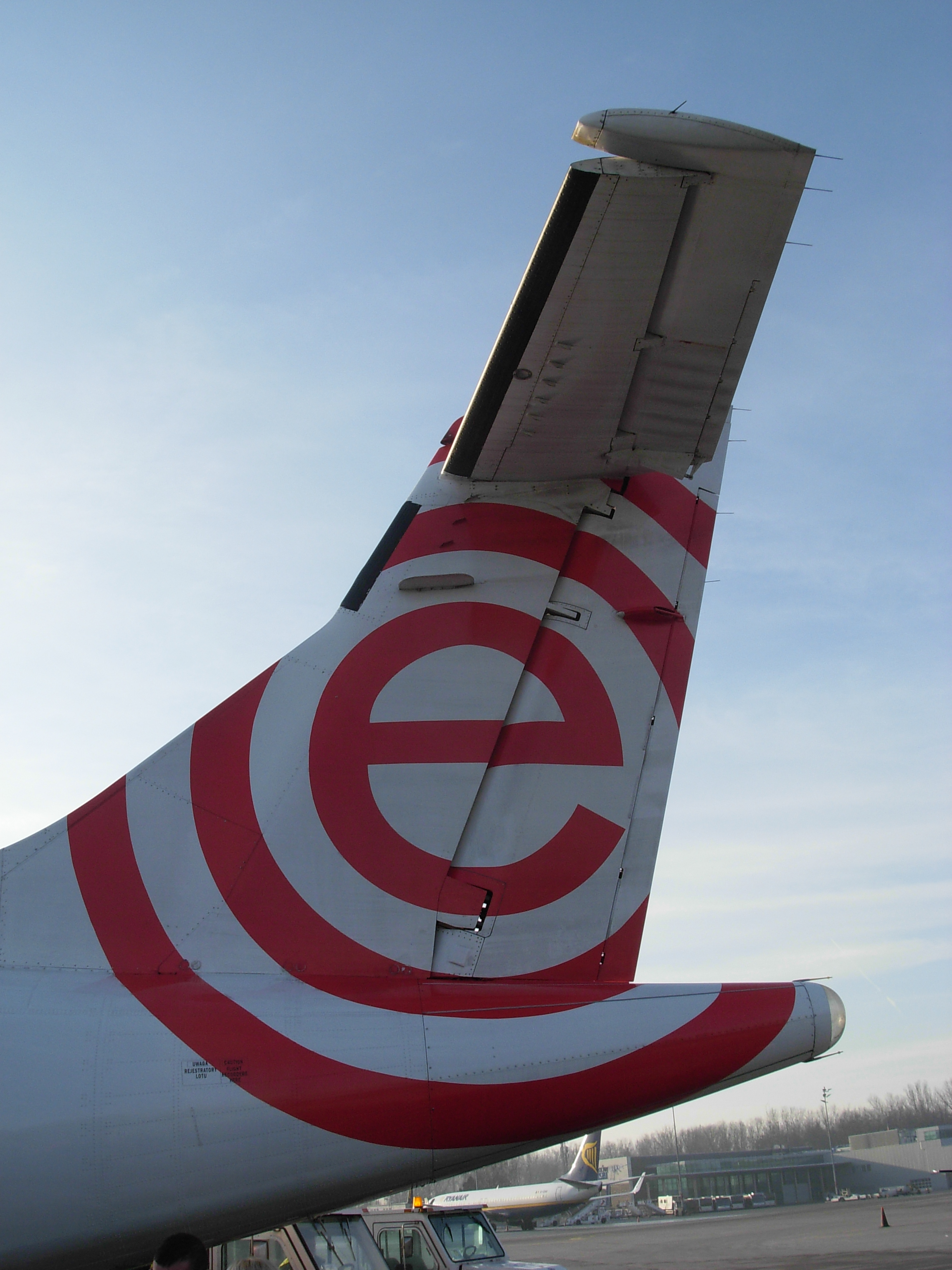
Usterzenie w kształcie litery T samolotu ATR 72 odporne na zjawisko buffetingu

## Opis zjawiska
Do powstania tego typu drgań dochodzi w sytuacji, gdy usterzenie znajduje się w zaburzonym strumieniu wywołanym oderwaniem się strug od powierzchni skrzydła lub przy przejściu skrzydło-kadłub. W lotach z małą prędkością zjawisko buffetingu występuje przy dużych kątach natarcia na skutek wirów powstających w spływającym powietrzu ze skrzydła. Przy dużych prędkościach do trzepotania dochodzi przy małych kątach natarcia skrzydła i wywołują je wiry spływające ze skrzydła gdy powstają na nim fale zagęszczeniowe. Drgania ulegają nasileniu w sytuacji, gdy częstotliwość zaburzonego strumienia powietrza jest równa częstotliwości drgań usterzenia. Może to prowadzić do powstania zjawiska rezonansu, w którym nieznaczne nawet siły pobudzające są w stanie wywołać bardzo duże amplitudy (ugięcie) ruchu drgającego i doprowadzić do zniszczenia usterzenia.
Drgania tego typu są eliminowane z konstrukcji poprzez staranne opracowanie przejścia skrzydła w kadłub oraz umieszczenie usterzenia poza obszarem zaburzonego strumienia. Z tego względu między innymi stosuje się wysokie umieszczenie usterzenia wysokości i układ usterzeń w kształcie litery T.
Badania w locie każdego prototypu płatowca obejmują również badania buffetingu. Polscy konstruktorzy lotniczy spotkali się z tymi problemami podczas opracowania konstrukcji PZL.23 Karaś, PZL.37 Łoś, SZD-14 Jaskółka M i in. Samolot pasażerski PZL MD-12, o znakach rejestracyjnych SP-PAL 17 września 1963 roku uległ katastrofie na skutek utraty usterzenia w wyniku buffetingu.